# Pseudoclimaciella exigua
Pseudoclimaciella exigua är en insektsart som först beskrevs av Navás 1913.  Pseudoclimaciella exigua ingår i släktet Pseudoclimaciella och familjen fångsländor. Inga underarter finns listade i Catalogue of Life.